# San Juan del Sur
San Juan del Sur – miasto w Nikaragui, w departamencie Rivas, nad Oceanem Spokojnym. W 2005 liczyło 17 104 mieszkańców.